# Robert Badinter
Robert Badinter   (16è districte de París, 30 de març de 1928 - 6è districte de París, 9 de febrer de 2024) va ser un advocat i polític francès. Es va manifestar i va prendre accions contra la pena de mort a França. De 1986 a 1995 va ser president del Consell Constitucional francès. Des de 1995 va ser senador pel Partit Socialista, va ser reescollit el 2004, mandat que finalitzarà l'u d'octubre de 2010.